# Deep Blue (Film)
Deep Blue ist ein Dokumentarfilm aus dem Jahr 2003. Er ist die Kinoversion der achtteiligen BBC-Serie Unser blauer Planet. Den englischen Originalkommentar spricht Michael Gambon. In der deutschen Version ist Frank Glaubrecht zu hören.

## Inhalt
Der Film zeigt die Weltmeere und deren Bewohner in all ihren Facetten: von der Küste, wo Krabben und die Jagd von Orcas auf Robben zu sehen sind, bis in die Weiten des offenen Meeres, wo beispielsweise Marline und ein Seiwal sich über einen Fischschwarm hermachen. Von den Polarregionen mit Eisbären, Pinguinen und Belugas bis in die Tropen mit Korallenriffen und deren Bewohnern. Von Seevögeln, die ins Meer stürzen, um Fische zu fangen, bis zu der lichtlosen Weite der Tiefsee mit ihren wundersamen Geschöpfen. Vom kleinen Strandkrabben bis zum gigantischen Blauwal.

## Kritik
„Ein außergewöhnlich brillant fotografierter, spärlich, aber nicht uninformativ kommentierter und mit einer epischen Orchestermusik versehener filmischer Reigen über mehr oder weniger exotische Meeresbewohner und ihren ‚Kampf‘ ums Überleben. Trotz aller Verkürzungen ein intelligenter und faszinierender Augen- und Ohrenschmaus.“

## Weiterführende Informationen
Weblinks
- Deep Blue bei IMDb

Belege
1. ↑   Freigabebescheinigung für Deep Blue. Freiwillige Selbstkontrolle der Filmwirtschaft, Januar 2004 (PDF; Prüfnummer: 96 644 K).
2. ↑  Alterskennzeichnung für Deep Blue. Jugendmedienkommission.